# Сент-Меріс (Канзас)
Сент-Меріс (англ. St. Marys) — місто (англ. city) в США, в округах Поттаватомі і Вабонсі штату Канзас. Населення — 2759 осіб (2020).

## Географія
Сент-Меріс розташований за координатами 39°11′39″ пн. ш. 96°3′53″ зх. д. / 39.19417° пн. ш. 96.06472° зх. д. (39.194218, -96.064645).  За даними Бюро перепису населення США в 2010 році місто мало площу 3,07 км², уся площа — суходіл.

## Демографія
Згідно з переписом 2010 року, у місті мешкало 2627 осіб у 836 домогосподарствах у складі 560 родин. Густота населення становила 856 осіб/км².  Було 900 помешкань (293/км²).
Расовий склад населення:
| - 91,1 % — білих - 1,4 % — корінних американців - 1,1 % — чорних або афроамериканців - 0,5 % — азіатів - 2,3 % — осіб інших рас |

До двох чи більше рас належало 3,6 %. Частка іспаномовних становила 9,0 % від усіх жителів.
За віковим діапазоном населення розподілялося таким чином: 38,5 % — особи молодші 18 років, 47,9 % — особи у віці 18—64 років, 13,6 % — особи у віці 65 років та старші. Медіана віку мешканця становила 26,8 року. На 100 осіб жіночої статі у місті припадало 92,2 чоловіків;  на 100 жінок у віці від 18 років та старших — 88,9 чоловіків також старших 18 років.
Середній дохід на одне домашнє господарство  становив 60 741 долар США (медіана — 47 672), а середній дохід на одну сім'ю — 75 642 долари (медіана — 61 125). Медіана доходів становила 53 359 доларів для чоловіків та 31 329 доларів для жінок. За межею бідності перебувало 10,2 % осіб, у тому числі 8,0 % дітей у віці до 18 років та 10,6 % осіб у віці 65 років та старших.
Цивільне працевлаштоване населення становило 1061 осіб. Основні галузі зайнятості: виробництво — 30,3 %, освіта, охорона здоров'я та соціальна допомога — 23,0 %, роздрібна торгівля — 12,4 %, будівництво — 8,2 %.